# Андрейченко Василь Євдокимович
Андрейченко Василь Євдокимович (12 (25) квітня 1917, с. Діївка Друга, Катеринославського повіту — 2 жовтня 1943, Київська область) — учасник Другої світової війни, Герой Радянського Союзу.  Гвардії старший сержант.

## Життєпис
Народився 25 квітня 1917 року і жив у селі Діївка Друга, яке у 1938 році було включене до Дніпропетровська, тому в офіційному життєписі місцем народження вказано Катеринослав. Закінчив семирічку, що згодом стала середньою загальноосвітньою школою № 94 міста Дніпро.
Працював токарем на Дніпропетровському металургійному заводі імені Г. І. Петровського.
У 1939 році був призваний до Червоної Армії.
З 1942 року брав участь у боях командиром вогневого взводу 34 гвардійського артилерійського полку, 6 гвардійської стрілецької дивізії, 60 армії Центрального фронту.
7 липня 1943 року у складі батареї зайняв відкриту вогневу позицію на стратегічно важливій висоті біля станції Понирі Курської області. Будучи старшим на батареї керував відбиттям атаки великої групи ворожих танків з десантом.
У вересні 1943 року вогнем забезпечував форсування стрілецькими підрозділами Десни, Дніпра, Прип'яті.
У бою за плацдарм на річці Прип'ять отримав численні поранення. 2 жовтня 1943 року від отриманих поранень помер у 408 медично - санітарному шпиталі 322 стрілецької дивізії.

## Нагороди
- 16 жовтня 1943 року посмертно нагороджений  золотою зіркою Героя Радянського Союзу.

- Кавалер орденів Леніна, Червоної Зірки.

- Нагороджений медаллю «За Відвагу».

## Вшанування пам'яті
- Похований у парку Чорнобиля, де встановлено меморіальну дошку.

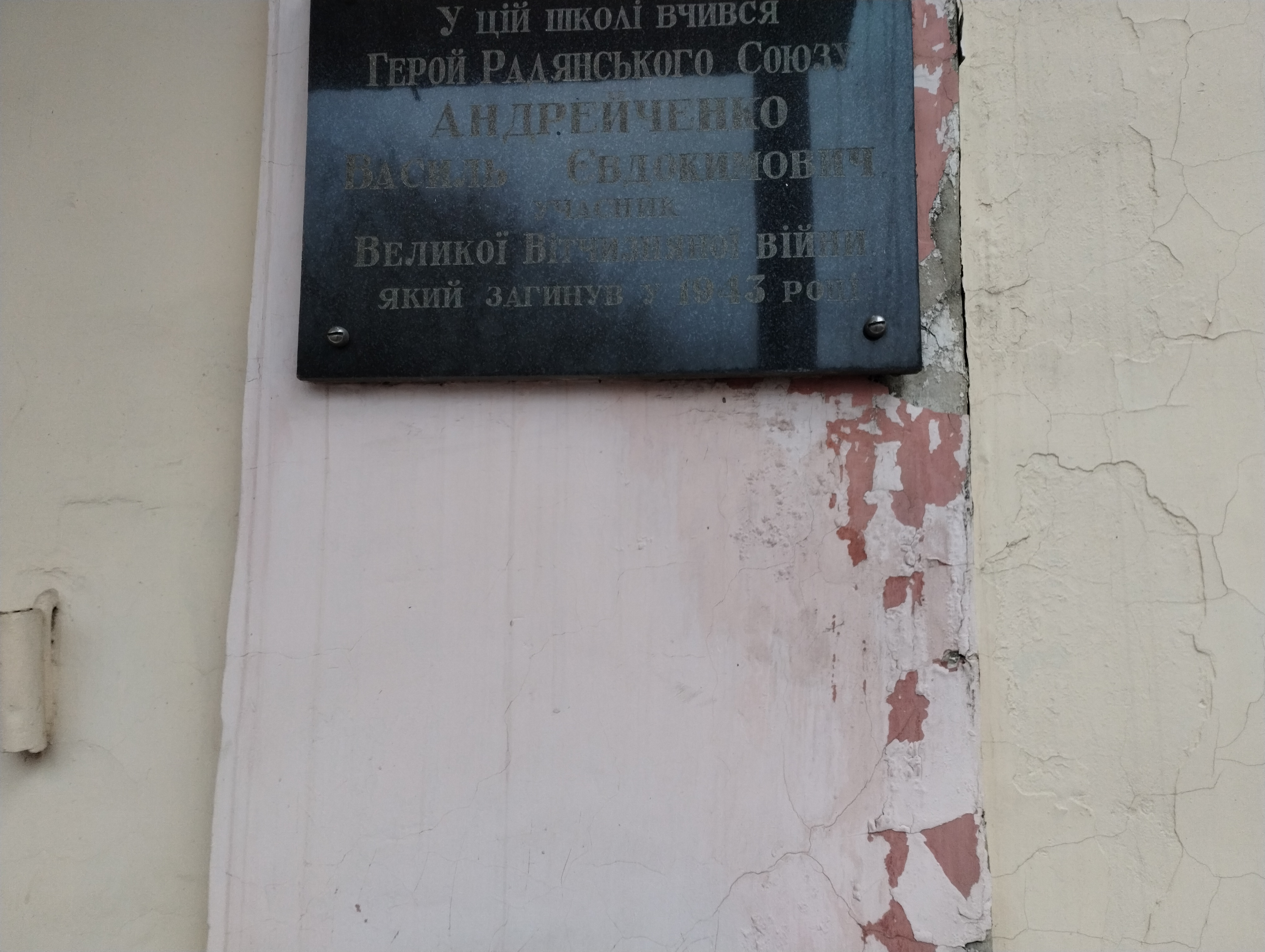
Меморіальна дошка Героя Радянського Союзу Андрейченка Василя Євдокимовича на Середній загальноосвітній школі N°- 94 міста Дніпро

- Меморіальна дошка Героя Радянського Союзу Андрейченка Василя Євдокимовича на Середній загальноосвітній школі N°- 94  міста Дніпро Меморіальна дошка встановлена в середній загальноосвітній школі № 94 за адресою вулиця Велика Діївська 463, за місцем навчання.
- Меморіальна дошка встановлена на будинку за місцем проживання в селищі Діївка-2 міста Дніпро.

- Ім'ям Василя Андрейченка названа вулиця та провулок у Дніпрі.